# Gösta Berlings saga (TV-serie)
Gösta Berlings saga är en svensk TV-serie i tre delar från 1986, regisserad av Bengt Lagerkvist. Manus skrevs av Jonas Cornell efter Selma Lagerlöfs roman med samma namn.

## Roller (urval)
- Gösta Berling - Thommy Berggren [2]
- Majorskan på Ekeby - Margaretha Krook [2]
- Brukspatron Sintram - Ingvar Kjellson
- Märta Dohna - Harriet Andersson
- Elisabet - Charlotta Larsson
- Henrik - Thomas Nystedt
- Melchior Sinclaire - Max von Sydow
- Gustava Sinclaire - Else-Marie Brandt
- Marianne Sinclaire - Agneta Ekmanner
- Christian Bergh - Iwar Wiklander
- Ulrika Dillner - Doris Svedlund
- Majorskans mor - Mimi Pollak
- Kusinen - Georg Årlin
- Kevenhüller - Heinz Hopf
- Ferdinand Uggla - Reine Brynolfsson
- Kaptenskan - Christina Schollin
- Brobyprästen - Dan Sjögren
- Major Samzelius - Ulf Johanson
- Beerencreutz - Lauritz Falk
- Liljecrona - Lars-Erik Berenett
- Mamsell Marie - Inger Hayman
- Fru Scharling - Gerd Hegnell
- Anna Stjärnhök - Maria Hedborg
- Berättare - Helena Brodin